# Spanish International 1998
Die Spanish International 1998 im Badminton fanden vom 19. bis zum 22. November 1998 in Sevilla statt. Es war die 20. Auflage des Turniers.

## Sieger und Platzierte
| Disziplin    | Gold                                | Silber                            | Bronze                            |
| ------------ | ----------------------------------- | --------------------------------- | --------------------------------- |
| Herreneinzel | Richard Vaughan                     | Gerben Bruijstens                 | Bertrand Gallet                   |
| Herreneinzel | Richard Vaughan                     | Gerben Bruijstens                 | Ruud Kuijten                      |
| Dameneinzel  | Julia Chen                          | Sandra Dimbour                    | Markéta Koudelková                |
| Dameneinzel  | Julia Chen                          | Sandra Dimbour                    | Sonya McGinn                      |
| Herrendoppel | Manuel Dubrulle Vincent Laigle      | David Lindley Michael Scholes     | Kevin Holland Ben Williams        |
| Herrendoppel | Manuel Dubrulle Vincent Laigle      | David Lindley Michael Scholes     | José Antonio Crespo Sergio Llopis |
| Damendoppel  | Ann-Lou Jørgensen Mette Schjoldager | Julia Chen Jennifer Wong          | Lesley Paine Emma Timmins         |
| Damendoppel  | Ann-Lou Jørgensen Mette Schjoldager | Julia Chen Jennifer Wong          | Keelin Fox Sonya McGinn           |
| Mixed        | Jean Philippe Goyette Julia Chen    | José Antonio Crespo Dolores Marco | Manon Albinus Ruud Kuijten        |
| Mixed        | Jean Philippe Goyette Julia Chen    | José Antonio Crespo Dolores Marco | Andrej Pohar Maja Pohar           |